# George Newberry
George Albert Newberry (Swadlincote, 6 de marzo de 1917-Burton upon Trent, 29 de diciembre de 1978) fue un deportista británico que compitió en ciclismo en la modalidad de pista, especialista en la prueba de persecución por equipos.
Participó en los Juegos Olímpicos de Helsinki 1952, obteniendo una medalla de bronce en la prueba de persecución por equipos (junto con Alan Newton, Donald Burgess y Ronald Stretton).

## Medallero internacional
| Juegos Olímpicos | Juegos Olímpicos     | Juegos Olímpicos  | Juegos Olímpicos        |
| Año              | Lugar                | Medalla           | Competición             |
| ---------------- | -------------------- | ----------------- | ----------------------- |
| 1952             | Helsinki (Finlandia) | Medalla de bronce | Persecución por equipos |